# Niquías
Niquía je Indijansko pleme iz Kolumbije koje je u kolonijalno vrijeme živjelo u dolini Valle de Aburrá, sjeverno od plemena Bitagüíes u departmanu Antioquia, nedaleko današnjeg Medellína,   
Jezično su pripadali karipskoj porodici i široj skupini plemena poznatim kao Nutabe